# Slobozia Mare, Cahul
Slobozia Mare este un sat din Raionul Cahul, Republica Moldova.

## Geografie
Satul Slobozia Mare este situat în sud-vestul raionului Cahul, acolo unde Prutul face câteva meandre și-i luminat de vestite dealuri și șesuri într-o gama armonioasa ce se îmbină cu străvechiul lac Beleu. Este așezat pe malul stâng al Prutului, la 30 km de Vulcănești, 40 km de Cahul și 18 km de stația de cale ferată — Reni (Ucraina), situat între 45°34’30” latitudine nordică și 26° 1’50” longitudine estică, fiind întretăiat central de șoseaua națională Cahul-Reni, iar în partea lui nordica de șoseaua Vulcănești — Slobozia-Mare.
Are o așezare colinară cu valea „Tătarca” și dealurile „Beleului”, „Sărăieni” și „Chișcul Mare” ce se apropie de „Cățelu”. Două râpe mari, ce vin dinspre Tătarca și Sărăieni se unesc în vale Prutului.
Partea de nord a satului este cunoscuta de săteni sub numele de Tătarca, partea de sud — Sărăieni (de la „serai”, sinonim: șopron); mahalaua de pe dealul Beleului spre cherhana era locuită numai de pescari.
Ulițele satului vechi sunt înguste și întortocheate, cu case așezate la întâmplare (așa cum s-au așezat oamenii după locul ce-l găseau liber) iar părțile periferice, fiind construite mai nou, au o așezare mai regulată. 
În preajma localității se întinde rezervația științifică Prutul de Jos.

## Istorie
Satul Slobozia Mare a fost menționat documentar în anul 1436. A avut mai multe denumiri: Fântâna Mare, Bubuiogi, Sărăieni, apoi Sobozia. La 1436 așezarea a fost atestată documentar ca „satul de la Fântâna Mare”:
„Din mila lui Dumnezeu, noi, Ilie voievod, și fratele domniei mele, Ștefan voievod, domnii Țării Moldovei. Facem cunoscut, cu aceasta carte a noastră, tuturor celor care o vor vedea sau o vor auzi citindu-se, că această adevărata sluga a noastră, pan Mihail Stângaciu, a slujit mai înainte sfântrăposatului părintelui nostru, și astăzi ne slujește nouă cu dreaptă și credincioasa slujbă. De aceea, noi, văzând dreapta și credincioasa lui slujbă către noi, l-am miluit cu deosebita noastră milă și i-am dat, în țara noastră, satele anume: pe Bogdana, unde este Bălan și fiul lui Drajan, și, pe Smila, seliștea lui Roșca și chilia lui Manasie, și, pe Liubana, Suseni, și, la Chegheci, pe Pârâul Fântânilor unde a fost Oană Albul, și, mai sus, Mănești, și la Chegheci, locurile din pustie mai jos de Prun, la Fântâna Păducelului, și, mai jos, Fântâna Mare, ...

...

A scris Oțel, la Vaslui, în anul 6944 <1436> iunie 13.”
În timpul domniei lui Ștefan cel Mare satul a ajuns în proprietatea panului Mihail Stăngaciu. Mai târziu satul ajunge în posesia logofătului Toader Bubuiog, care îl donează mănăstirii Humor.
La începutul secolului XIX, coloniștii veniți de la sud de Dunăre se împrăștie prin sudul Basarabiei ajungând și la Fântâna Mare, unde formează colonia Slobozia cu 52 de suflete, conform unor documente din epocă.
Primii coloniști s-au așezat în cele șapte „seraie” (șopron) din vale părăsite de către turci. Și astăzi această parte a satului se mai numește Sărăieni. Datorită coloniștilor care s-au stabilit în sat și faptului că ei beneficiau de numeroase scutiri fiscale, așezarea a luat numele de Slobozia Mare.

## Demografie
La recensământul din 2004, populația satului constituia 5.960 de oameni, dintre care 48,54% bărbați și 51,46% femei. Structura etnică a populației în cadrul satului:
| Naționalitate | Persoane | Procente |
| ------------- | -------- | -------- |
| moldoveni     | 5533     | 92,83    |
| români        | 370      | 6,2      |
| ucraineni     | 20       | 0,33     |
| ruși          | 14       | 0,23     |
| țigani        | 11       | 0,18     |
| găgăuzi       | 5        | 0,08     |
| bulgari       | 5        | 0,08     |
| alții         | 2        | 0,04     |
| Total         | 5960     | 100%     |

## Administrație și politică
Componența Consiliului local Slobozia Mare (13 consilieri), ales la 5 noiembrie 2023, este următoarea:
|  | Partid                               | Consilieri | Componență | Componență | Componență | Componență | Componență | Componență | Componență | Componență |
|  | ------------------------------------ | ---------- | ---------- | ---------- | ---------- | ---------- | ---------- | ---------- | ---------- | ---------- |
|  | Partidul Acțiune și Solidaritate     | 8          |            |            |            |            |            |            |            |            |
|  | Noua Opțiune Istorică                | 3          |            |            |            |            |            |            |            |            |
|  | Candidat independent VLADIMIR GROZEA | 1          |            |            |            |            |            |            |            |            |
|  | Partidul Democrat Modern din Moldova | 1          |            |            |            |            |            |            |            |            |

Tot în 2004 au fost înregistrate 1.778 de gospodării casnice, iar mărimea medie a unei gospodării era de 3,3 persoane.

## Monumente istorice
Biserica din satul Slobozia Mare a fost construită în 1871, în formă de cruce și la fiecare din cele patru extremități se înălțau câte patru coloane. Era cea mai mare biserică dintre Reni și Cahul. Clopotnița bisericii avea cinci clopote: trei clopote mari și două mici. Clopotele mari erau lovite pe rând, cele mici simultan.
În 1960 autoritățile sovietice au demolat biserica.

## Personalități
- Eugeniu Grebenicov – fizician, matematician, astronom, profesor universitar și academician.
- Gheorghe Mare - membru al Sfatului Țării.